# Central d'en Faria
La Central d'en Faria és una central elèctrica de la Cellera de Ter (Selva) inclosa a l'Inventari del Patrimoni Arquitectònic de Catalunya.

## Descripció
Edifici aïllat format per dos cossos, un de planta baixa, on hi ha la central, i un de tres plantes i terrassa, que era la casa dels treballadors encarregats d'aquesta. Tot el recinte edificat està envoltat d'un sòcol gruixut fet de còdols arrebossats i les cantonades han rebut un tractament amb motllures que imiten grans blocs de pedra.
El cos de la central està cobert a dues aigües amb el carener paral·lel als laterals. Té una sola planta i el sostre molt alt i està ocupat per la maquinària necessària per controlar la generació d'electricitat a través de la força de l'aigua de la Riera d'Osor. Les obertures, de gran envergadura, estan emmarcades de motllures que imiten blocs de pedra i llindes monolítiques amb decoració punxeguda al centre superior (d'inspiració en els arcs conopials d'arrel medieval).
El cos d'habitatge té planta rectangular i està cobert amb una terrassa plana envoltada d'una balustrada. A la part de baix hi ha diversos magatzems i un safreig. L'habitatge, situada al primer i al segon pis, té un accés per darrere a través d'una escala exterior amb balustrada. Les finestres, més reduïdes que les del cos de la central, tenen un tractament decoratiu similar. Els diferents pisos d'aquest sector estan separats per línies de motllures cada cop més complexes a mesura que s'augmenta de pis fins a arribar a la cornisa, formada per un ràfec de cinc fileres de motllures horitzontals i un petit tram de teulada que el volta, sota la balustrada culminant. Els angles d'aquesta balustrada de rajol i ciment emmotllat, dividida en sectors sincopats per pilars, estan decorats amb peces esfèriques.
Un element decoratiu que crida l'atenció és el fris de rajoles ceràmiques de color blau i blanc en forma de petites tesel·les quadrades i col·locades alternativament.

## Història
La Central d'en Faria es va construir a principis del segle XX i, des de llavors, aprofita les aigües de la Riera d'Osor per fer electricitat. Actualment ho fa per a l'empresa Fecsa-Endesa.
La casa dels treballadors va estar habitada fins a mitjan segle xx. Actualment resta abandonada i en mal estat de conservació.